# Henri Serizier
Henri Serizier, né le 14 octobre 1916 à Bagnères-de-Luchon et mort le 11 juin 1952 à Paris, est un militaire et résistant français, Compagnon de la Libération. 

## Biographie

### Jeunesse et engagement
Henri Serizier naît le 14 octobre Bagnères-de-Luchon, en Haute-Garonne. Il débute son service militaire en octobre 1937 et est promu aspirant en avril 1938. Affecté au 62e bataillon de chars de combat à Meknès au Maroc, il est promu sous-lieutenant en octobre 1938.

### Seconde Guerre mondiale
Son unité ne combat pas en métropole, étant chargée de la défense du littoral marocain. Promu lieutenant de réserve et démobilisé en septembre 1940, il n'accepte pas l'armistice signé avec les allemands et s'enfui vers l'Angleterre où il se rallie à la France libre. Engagé dans les forces françaises libres, il suit une période d'entraînement au bataillon de chasseurs de Camberley puis part pour l'Afrique où il est affecté en octobre 1941 au Régiment de tirailleurs sénégalais du Tchad. Il participe à la guerre du désert en Libye jusqu'en novembre 1942 puis à la campagne de Tunisie de décembre 1942 à mai 1943,. À l'été 1943, il est muté au 1er régiment de marche de spahis marocains (1er RMSM) au sein de la 2e division blindée (2e DB).
Avec la division, Henri Serizier part pour l'Angleterre en vue du débarquement en Europe. Il débarque sur Utah Beach le 1er août 1944 et participe à la bataille de Normandie. Lors de la libération de Paris, il s'illustre les 23 et 24 août en s'emparant du village de Voisins-le-Bretonneux malgré une forte résistance ennemie et en le tenant seul toute une nuit. Pendant la bataille d'Alsace, il est promu capitaine en janvier 1945 et remplace Horace Savelli à la tête du 4e escadron du 1er RMSM, celui-ci étant promu à un autre poste,. Suivant la progression de la 2e DB, il participe à l'invasion de l'Allemagne jusqu'à Berchtesgaden puis termine la guerre sur le front de l'Atlantique.

### Après-Guerre
Henri Serizier meurt subitement de maladie le 11 juin 1952, dans le 19e arrondissement de Paris, et est inhumé au cimetière de Passy.

## Décorations
|  |  |  |  |  |  |  |  |  |
|  |  |  |  |  |  |  |  |  |

| Chevalier de l'Ordre de la Légion d'Honneur | Chevalier de l'Ordre de la Légion d'Honneur | Chevalier de l'Ordre de la Légion d'Honneur | Compagnon de la Libération Par décret du 24 mars 1945 | Compagnon de la Libération Par décret du 24 mars 1945 | Compagnon de la Libération Par décret du 24 mars 1945 | Croix de guerre 1939-1945 | Croix de guerre 1939-1945 | Croix de guerre 1939-1945 |
| Médaille coloniale Avec agrafe "Fezzan"     |                                             |                                             |                                                       |                                                       |                                                       |                           |                           |                           |

## Hommages
- À Voisins-le-Bretonneux, dans les Yvelines, une rue a été baptisée en son honneur[4].